# Região Cacaueira
Região Cacaueira é uma região geográfica do estado brasileiro da Bahia, na Região Nordeste do país. Sua população foi estimada em 2007 pelo IBGE em 1.081.347 habitantes e abrange 41 municípios.
Segundo a divisão geográfica do Instituto Brasileiro de Geografia e Estatística (IBGE) vigente entre 1989 e 2017, a Região Cacaueira era compreendida pela microrregião de Ilhéus-Itabuna, que fazia parte da mesorregião do Sul Baiano. Em 2017, o IBGE extinguiu as mesorregiões e microrregiões, criando um novo quadro regional brasileiro, com novas divisões geográficas denominadas, respectivamente, regiões geográficas intermediárias e imediatas. Segundo a nova divisão, a Região Cacaueira corresponde parcialmente à Região Geográfica Imediata de Ilhéus-Itabuna.

## Municípios
- Almadina
- Arataca
- Aurelino Leal
- Barra do Rocha
- Barro Preto
- Belmonte
- Buerarema
- Camacan
- Canavieiras
- Coaraci
- Firmino Alves
- Floresta Azul
- Gandu
- Gongogi
- Ibicaraí
- Ibirapitanga
- Ibirataia
- Ilhéus
- Ipiaú
- Itabuna
- Itacaré
- Itagibá
- Itaju do Colônia
- Itajuípe
- Itamari
- Itapé
- Itapebi
- Itapitanga
- Jussari
- Mascote
- Nova Ibiá
- Pau Brasil
- Santa Cruz da Vitória
- Santa Luzia
- São José da Vitória
- Teolândia
- Ubaitaba
- Ubatã
- Una
- Uruçuca
- Wenceslau Guimarães

## Biodiversidade endêmica

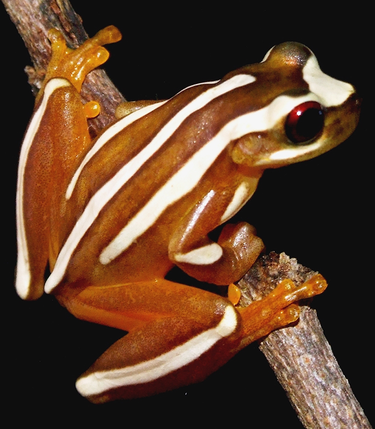
Dendropsophus nekronastes, espécie endêmica de Almadina

- Florestas Costeiras da Bahia
- Florestas do Interior da Bahia

### Anfíbios
- Adelophryne pachydactyla
- Allophryne relicta
- Dendropsophus nekronastes
- Sphaenorhynchus pauloalvini

### Aves
- Acrobata
- Entufado-baiano

### Mamíferos

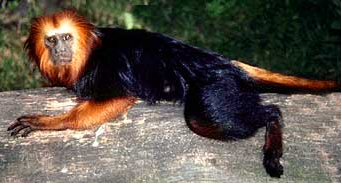
Mico-leão-de-cara-dourada

- Jupará

- Mico-leão-de-cara-dourada

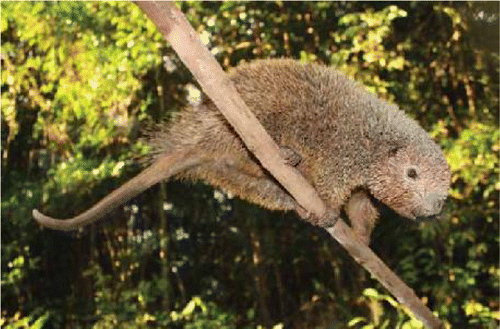
Ouriço-preto

- Ouriço-pretoMico-leão-de-cara-douradaOuriço-preto

### Peixes
- Ophthalmolebias ilheusensis

### Répteis
- Elapomorphus wuchereri
- Bothrops pirajai

### Plantas
- Andreadoxa flava
- Jacarandá-da-bahia
- Pau-brasil
- Phthirusa

### Microrganismos
- Trichoderma stromaticum
- Moniliophtora perniciosa

## Áreas protegidas
- Parque Estadual da Serra do Conduru
- Reserva Biológica de Una
- Parque Nacional da Serra das Lontras
- Reserva Extrativista de Canavieiras

## História
- Capitania de Ilhéus
- Engenho de Santana
- Forte de Santo Antônio dos Ilhéus

## Geografia e urbanismo
- Aglomeração Itabuna-Ilhéus[6]
- Categoria:Ilhéus
- Categoria:Itabuna

## Cultura
- Bahia FM Sul
- Gabriela, Cravo e Canela
- OQuadro
- São Jorge dos Ilhéus (livro)
- TV Santa Cruz

## Pessoas
- Adonias Filho
- Baltasar Lisboa
- Jorge Amado
- Jorge de Figueiredo Correia
- Milton Santos

## Lugares
- Aeroporto de Ilhéus
- Aeroporto de Una-Comandatuba
- BA-001
- Baía do Pontal
- BR 101
- BR 415
- EF-334
- Olivença
- Porto de Ilhéus
- Porto Sul
- Rio Almada
- Rio Cachoeira
- Rio de Contas
- Rio Pardo
- Rio Jequitinhonha
- Teatro Municipal de Ilhéus

## Economia
- Cacau[7][8]
- Ceplac
- Valec
- Zona turística da Costa do Cacau

## Esportes
- Aldair Santos do Nascimento
- Colo Colo de Futebol e Regatas
- Jojó de Olivença
- Isaquias Queiroz

## Povos indígenas
- Aimorés
- Babau
- Camacãs
- Geréns
- Guerra dos Aimorés
- Pataxós
- Pataxós-hã-hã-hães[9]
- Terra indígena Caramuru-Paraguaçu
- Tupinambá de Olivença[10][11][12]
- Tupis

## Educação
- Faculdade de Ilhéus
- IFBA
- UESC
- UFSB
- UNIME

## Religião
- Diocese de Ilhéus
- Diocese de Itabuna
- Terreiro Matamba Tombenci Neto[13][14][15]